# Acid metilmalonic
Acidul metilmalonic este un acid dicarboxilic, fiind un derivat C-metilat al acidului malonic. Anionul său se numește metilmalonat. Formează cu coenzima A metilmalonil-CoA, compus care este convertit la succinil-CoA, ceea ce necesită vitamin B12 pe post de cofactor. Nivelele crescute de acid metilmalonic pot indica un deficit de vitamina B12, însă acest parametru nu este specific (deficitul de această vitamină poate să nu existe în cazul nivelelor crescute de acid metilmalonic).

## Patologie
Nivelurile crescute de acid metilmalonic însoțite de niveluri crescute de acid malonic pot indica o boală metabolică adesea nedetectată, mai exact, aciduria malonică și metilmalonică combinată (CMAMMA). Prin calcularea raportului dintre acidul malonic și acidul metilmalonic din plasma sanguină, CMAMMA se poate distinge de aciduria metilmalonică clasică.